# Апостольский нунций в Папуа — Новой Гвинее
Апостольский нунций в Независимом Государстве Папуа — Новая Гвинея — дипломатический представитель Святого Престола в Папуа — Новой Гвинее. Данный дипломатический пост занимает церковно-дипломатический представитель Ватикана в ранге посла. Апостольская нунциатура в Папуа — Новой Гвинее была учреждена на постоянной основе 7 марта 1977 года.
В настоящее время Апостольским нунцием в Папуа — Новой Гвинее является архиепископ Маурицио Брави, назначенный Папой Франциском 15 января 2025 года.

## История
В апреле 1914 года Святой Престол учредил Апостольскую делегатуру Австралии, Тасмании и Новой Зеландии, её юрисдикция распространялась на остров Новая Гвинея. Позднее эта апостольская делегатура меняла свое название несколько раз, до тех пор, когда бреве «Cum opportunum» от 1 ноября 1968 года, она приняла название Апостольской делегатуры Австралии и Папуа — Новой Гвинее.
5 марта 1973 года, декретом «Quo efficacius» Священной Конгрегации Пропаганды Веры, делегатура изменила название на Апостольская делегатура Папуа — Новой Гвинеи.
1 декабря 1975 года, бреве «Cum in Oceania» папы римского Павла VI, была образована новая Апостольская делегатура Папуа — Новой Гвинеи и Соломоновых Островов, с резиденцией в Порт-Морсби.
Апостольская нунциатура в Папуа — Новой Гвинее была учреждена 7 марта 1977 года, бреве «Cum probe» того же Папы Павла VI.

## Апостольские нунции в Папуа — Новой Гвинее

### Апостольские делегаты
- Джино Паро — (5 мая 1969 — 1977, в отставке).

### Апостольские нунции
- Андреа Кордеро Ланца ди Монтедземоло — (5 апреля 1977 — 25 октября 1980 — назначен апостольским нунцием в Гондурасе и Никарагуа);
- Франческо Де Ниттис — (7 марта 1981 — 24 января 1985 — назначен апостольским нунцием в Сальвадоре);
- Антонио Мария Вельо — (27 июля 1985 — 21 октября 1989 — назначен апостольским нунцием в Гвинее-Бисау, Кабо-Верде, Мали и Сенегале и апостольским делегатом в Мавритании);
- Джованни Чейрано — (21 декабря 1989 — 20 августа 1992 — назначен апостольским нунцием в Дании, апостольским нунцием в Исландии, Норвегии, Финляндии и Швеции);
- Рамиро Молинер Инглес — (2 января 1993 — 10 мая 1997 — назначен апостольским нунцием в Гватемале);
- Ганс Швеммер — (9 июля 1997 — 1 октября 2001, до смерти);
- Адольфо Тито Ильяна — (13 декабря 2001 — 31 марта 2006 — назначен апостольским нунцием в Пакистане);
- Франсиско Монтесильо Падилья — (1 апреля 2006 — 10 ноября 2011 — назначен апостольским нунцием в Танзании);
- Санто Рокко Ганджеми — (24 марта 2012 — 16 апреля 2013, в отставке);
- Майкл Уоллес Банак — (16 апреля 2013 — 19 марта 2016 — назначен апостольским нунцием в Сенегале и апостольским делегатом в Мавритании);
- Куриан Матфей Ваялункал — (3 мая 2016 — 1 января 2021 — назначен апостольским нунцием в Алжире);
- Фермин Эмилио Соса Родригес — (31 марта 2021 — 17 ноября 2023 — назначен апостольским нунцием в Боливии);
- Мауро Лалли — (1 марта 2024 — 15 января 2025, в отставке);
- Маурицио Брави — (15 января 2025 — по настоящее время).